# منتدى بطرسبرغ الاقتصادي الدولي
منتدى بطرسبورغ الاقتصادي الدولي (بالانجليزية: St. Petersburg International Economic Forum) حدثًا تجاري اقتصادي ينظم سنويا في مدينة سان بطرسبرج روسيا منذ عام 1997 ، وتحت رعاية الرئيس الروسي منذ عام 2005. في كل عام، يشارك فيه أكثر من 10000 شخص من أكثر من 120 دولة مختلفة. يجمع المنتدى بين الرؤساء التنفيذيين للشركات الكبرى الروسية والدولية، ورؤساء الدول، والزعماء السياسيين، ورؤساء الوزراء، ونواب الوزراء، ، والمحافظين.
الغرض الرئيسي من المنتدى هو توفير أداة عملية للأعمال، والمساعدة في التغلب على الحواجز، سواء الجغرافية أو المعلوماتية .

## وصلات خارجية
- الموقع الرسمي